# Vilin konjic
Vilin konjic (lat. Libellula depressa) je vrsta vilinskog konjica iz porodice Libellulidae, a ujedno i jedna od najčešćih vrsta vilinskih konjica u Evropi.

## Rasprostranjenje
Libellula depressa naseljava zapadni palearktik i široko je rasprostranjena u Evropi. Njena brojnost opada na istoku do centralne Azije. Ova vrsta je uobičajena i rasprostranjena u većini evropskih zemalja, ali nije zabeležena na teritoriji Irske.
Ova vrsta je prisutna u sledećim državama: Avganistan; Albanija; Andora; Jermenija; Austrija; Azerbejdžan; Belorusija; Belgija; Bosna i Hercegovina; Bugarska; Hrvatska; Češka; Danska; Estonija; Finska; Francuska; Gruzija; Nemačka; Grčka; Mađarska; Iran, Islamska Republika; Irak; Izrael; Italija; Kazahstan; Kirgistan; Latvija; Liban; Lihtenštajn; Litvanija; Luksemburg; Severna Makedonija; Moldavija; Crna Gora; Nizozemska; Norveška; Poljska; Portugal; Rumunija; Ruska Federacija; Srbija; Slovačka; Slovenija; Španija ; Švedska; Švajcarska; Sirijska Arapska Republika; Tadžikistan; Turska; Turkmenistan; Ukrajina; Velika Britanija.

## Stanište
je vrsta karakteristična za stajaće vode, jezera i bare. Često su jedna od prvih vrsta koje naseljavaju novo stanište kao što su novoformirane bare. L. depressa se često sreće daleko od vodenog staništa na kom se razmnožavaja. Adulti su veoma pokretni i prolaze kroz period maturacije dalje od mesta izvaljivanja.

## Opis
Mužjaci i ženke ove vrste imaju širok, spljošten abdomen braon boje (kod mužjaka biva prekriven plavičastim pokrovom) sa žutim šarama lateralno. Abdomen starijih ženki postaje taman. Oba para krila su u osnovi smeđe boje. Antehumeralne torakalne linije su prisutne, a dužina zadnjeg krila je oko 35 mm.  L. depressa je veoma karakteristična po ormi i koloraciji i laka je za raspoznavanje.
Grudi oba pola su tamne, gotovo crne, osim s gornje strane gde se nalaze dve svetle pruge. Krila su providna, ali je osnova oba para krila obojena crno. Pterostigma je crna i izdužena. Ova vrsta ima mnogo masivnije telo od ostalih vrsta koje pripadaju ovoj porodici.

## Biologija i ponašanje
Period leta je od aprila do septembra ali najbrojniji su od maja do juna. Lete veoma brzo, često dosta nisko iznad površine vode. Mužjaci su teritorijalni i bore se za teritoriju sa suparnicima iste ali i drugih vrsta. Parenje se odvija u vazduhu pri čemu se formira kopula. Parenje je kratko (svega dve minute) nakon čega ženka polaže oplođena jaja u vodu. Jaja se razvijaju nakon 4 do 5 nedelja, a larvalno razviće traje dve godine. Larve se nalaze na dnu vodene površine, često ukopane u detritus i mulj odakle vrebaju plen.

## Životni ciklus
Kod ove vrste parenje traje veoma kratko i odvija se u letu. Nakon parenja mužjak i ženka se odvajaju i ženka sama polaže jaja. Polaganje se odvija tako što ženka krajem svog trbuha pipa površinu vode i u tom trenutku polaže po jedno jaje. Larveno razviće traje jednu do tri godine nakon čega se izleću odrasle jedinke, obično u rano proleće. Egzuvije ostavljaju na priobalnim biljkama.